# Acide chorismique
L'acide chorismique ou acide (3R,4R)-3-[(1-carboxyvinyl)oxy]-4-hydroxycyclohexa-1,5-diéne-1-carboxylique, plus souvent rencontré sous la forme de sa base conjuguée le chorismate, est un intermédiaire biochimique important chez les plantes et les micro-organismes. C'est un acide dicarboxylique, avec l'une des deux fonctions sur un cycle de cyclohexadiène, l'autre sur un groupe alkoxy porteur également d'un groupe vinyle.
Son nom vient du grec χωρίζω signifiant « séparer » car ce composé est à l'origine de nombreuses branches de voies métaboliques dans la biosynthèse d'acides aminés aromatiques.

## Biosynthèse
L'acide chorismique est biosynthétisé par la voie du shikimate, selon la suite de réactions :
Shikimate → shikimate-3-phosphate → 5-énolpyruvylshikimate-3-phosphate → chorismate.

## Rôle biologique
L'acide chorismique est le précurseur :
- des acides aminés aromatiques phénylalanine et tyrosine ;
- de l'indole et de ses dérivés, notamment le tryptophane ;
- de l'acide 2,3-dihydroxybenzoïque (DHB) utilisé pour la biosynthèse de l'entérobactine ;
- de l'acide salicylique[4] ;
- de nombreux alcaloïdes et métabolites aromatiques.